# Wieszkowo
Wieszkowo – wieś w Polsce położona w województwie wielkopolskim, w powiecie kościańskim, w gminie Krzywiń.
Wieś duchowna, własność opata benedyktynów w Lubiniu pod koniec XVI wieku leżała w powiecie kościańskim województwa poznańskiego.
W okresie Wielkiego Księstwa Poznańskiego (1815-1848) miejscowość wzmiankowana jako Wieszkowo należała do wsi większych w ówczesnym pruskim powiecie Kosten rejencji poznańskiej. Wieszkowo należało do okręgu krzywińskiego tego powiatu i stanowiło odrębny majątek, którego właścicielem był wówczas (1846) Józef Braunek. Według spisu urzędowego z 1837 roku Wieszkowo liczyło 203 mieszkańców, którzy zamieszkiwali 22 dymy (domostwa).
W latach 1975–1998 miejscowość administracyjnie należała do województwa leszczyńskiego.